# 学生研究会土曜会
学生研究会土曜会（がくせいけんきゅうかいどようかい）は、1950年代から70年代にかけて、東京大学法学部学生有志を中心に創立された読書会である。
1950年に設立され、1952年から54年にかけて、元首相の芦田均と交流した。芦田に加え、内閣総理大臣官房調査室（内調）からも資金援助を受け、1952年機関誌『時代』が創刊された（初代編集長は粕谷一希）。
1952年外務省の曽野明情報文化局第一課長がNHKラジオ放送討論会（テーマは「非武装中立は是か非か」）に出席した際には、内調の志垣民郎を通し佐々淳行が依頼を受けて学生動員に応じ、若泉敬らがフロアから非武装中立論を論破する発言をした。
1960年安保闘争では東大自治会も全学連主流派指導の下、反安保闘争を展開したが、土曜会は、体制内改革を通じて真の独立国家を建設するという目標を掲げ活動した。
会員からは、若泉敬、矢崎新二、岩崎寛弥、佐々淳行、粕谷一希、谷内正太郎、福留民夫、池田富士夫、江藤作平、松岡滿壽男ら、官僚、政治家、言論人、学者、大手会社幹部らが輩出された。
1960年8月、社会人組織として、有志の会が結成された。